# Родак Степан Михайлович
Степан Михайлович Родак (нар. 27 вересня 1954, с. Сокільники, Львівська обл.) — український спортивний діяч і педагог. Директор комунального закладу Львівської обласної ради "Львівський фаховий коледж спорту" (1990 -2023р.р.). Відмінник освіти України, заслужений працівник фізичної культури і спорту України.

## Життєпис
1971 року закінчив Сокільницьку середню школу із золотою медаллю. 1975-го закінчив Львівський державний інститут фізичної культури, отримавши диплом з відзнакою за спеціальністю «фізичне виховання».
Упродовж 1975–1978 рр. працював тренером-викладачем з веслування на байдарках і каное в ДЮСШ № 3 Львівського міського відділу освіти. 
У 1978-1982 р.р. - інструктор оргвідділу Львівської обласної ради фізкультурно-спортивного товариства "Авангард". 
У 1982–1987 рр. — старший інструктор навчально-спортивного відділу у Комітеті з фізичної культури та спорту Львівського облвиконкому.
З 1987 до 1990 рр. — директор ДЮСШ № 9 Червоноармійського районного відділу освіти м. Львова. З 1990 року працює директором Львівського училища олімпійського резерву, яке у 1992 році було перейменоване у Львівське училище фізичної культури, а 2020 року стало комунальним закладом Львівської обласної ради "Львівський фаховий коледж спорту".  
Активний учасник руху за самостійність і незалежність українського спорту, його від"єднання від радянських спортивних структур і входження у міжнародні спортивні об"єднання та організації.  Ініціатор створення і один із засновників Української спортивної асоціації - патріотичної громадської організації, яка діяла на теренах Західної України на початку 1990-х років. Учасник Генеральної асамблеї засновників Національного олімпійського комітету України 22 грудня 1990 року. Впродовж багатьох років є незмінним заступником Голови відділення НОК України у Львівській області.                                                                             

## Нагороди та відзнаки
- Заслужений працівник фізичної культури і спорту України
- Відмінник освіти України
- відзнака «За внесок в Олімпійський рух»,
- почесні грамоти Міністерства молоді та спорту, Національного Олімпійського комітету України
- іменний годинник НОК України
- грамоти Комітету фізичного виховання і спорту Міністерства освіти і науки України, Львівської обласної ради, Львівської обласної державної адміністрації, Львівської міської ради
- подяка Національного Олімпійського комітету України
- кавалер Почесної відзнаки ЛДУФК імені професора Івана Боберського № 0006 від 24 вересня 2014 року.
- медаль НОК України ім.Бутовського.
- заохочувальна відзнака Міністерства молоді та спорту України "Знак пошани".